# Martincourt-sur-Meuse
Martincourt-sur-Meuse è un comune francese di 66 abitanti situato nel dipartimento della Mosa nella regione del Grand Est.

## Società

### Evoluzione demografica
Abitanti censiti